# Schleuse Riedenburg
Die Schleuse Riedenburg wurde in der Zeit von September 1977 bis November 1982 im Rahmen des Baues der Bundeswasserstraße Main-Donau-Kanal errichtet. Sie ist als Flussschleuse gebaut.

## Schleuse
Die Kammer der Schiffs-Einzelschleuse liegt bei Kanal-Kilometer 150,83 hat bei einer Kammerlänge von 200 m eine nutzbare Länge von 190 m und eine Nutzbreite von 12 m.
Das Oberwasser hat eine Höhe von 355 m ü. NN, die des Schleusen-Unterwassers liegt bei 346,6 m ü. NN. Die Schleusungs-Fallhöhe beträgt 8,4 Meter.
Entgegen der Fließrichtung wird, als eine Stufe der Pumpenkette der Donau-Main-Überleitung, Wasser von der Donau, üblicherweise in der Nacht, in den Dürrlohsee geleitet. Im selben Gebäude ist das Kraftwerk Riedenburg der Rhein-Main-Donau AG.

## Steuerung
Die Schleuse hat einen eigenen Kommandostand, wird aber seit 2007 aus der Revierzentrale der WSV in Dietfurt fernbedient. Von dort aus werden auch die Schleusen Berching, Schleuse Dietfurt und Kelheim ferngesteuert. Ab 2024 soll die Steuerung von zwölf Schleusen aus der Leitzentrale Nürnberg erfolgen, später die aller 16 Kanalschleusen.
Die Schleuse ist, außer bei Betriebsstörungen wie beispielsweise Unfällen, Wartungsarbeiten oder Eisgang, ganzjährig rund um die Uhr betriebsbereit und nachts beleuchtet. Im Ober- und Unterwasser bestehen jeweils Schleusenvorhäfen für die Berufsschifffahrt, Warteplätze mit Sprechstellen für die Freizeitschifffahrt und Slipanlagen für Kleinfahrzeuge. Kleinfahrzeuge werden nur tagsüber und meist zusammen mit der Großschifffahrt abgefertigt. Muskelkraftgetriebene Wasserfahrzeuge werden nicht geschleust; für diese steht auf der Kraftwerksseite an den Slipstellen ein bepfandeter Transportwagen zum händischen Umsetzen bereit.

## Betriebsstörungen
- Am 29. Januar 2014 rammte ein mit Kohle beladenes Gütermotorschiff bei der Einfahrt die Schleuse und schlug leck.[7]
- Am 18. Juni 2016 blieb ein Kreuzfahrtschiff mit nicht eingefahrenem Steuerstand nahe der Schleuse an einer Brückenbaustelle hängen. Passagiere und Besatzung kamen mit dem Schrecken davon, das Schiff blieb liegen und es kam zu einem Rückstau an Schiffen, die die Unfallstelle nicht passieren konnten.[8]
- Am 30. November 2017 geriet ein mit Düngemittel beladenes Gütermotorschiff an der Schleuse in Brand. Der Schiffsverkehr kam vorübergehend zum Erliegen.[9]
- Am 5. Juni 2019 beschädigte die Viking Idi bei der Einfahrt den Kantenschutz des unterwasserseitigen Tores der Schleuse schwer, was in der Folge zu einer zweiwöchigen Sperre des Main-Donau-Kanals und einem Stau von über 100 Binnenschiffen führte.[10][11]
- Am 28. Juni 2019 beschädigte ein bisher nicht ermitteltes Schiff den Kantenschutz des oberen Tores, was eine einwöchige Sperre des Kanals und einen Stau von 79 Binnenschiffen zur Folge hatte.[12][13]